# Constant Ménager
Constant Ménager (15 april 1889 - 19 december 1970) was een Frans wielrenner.

## Levensloop en carrière
Ménager nam negenmaal deel aan de Ronde van Frankrijk. In 1909 werd hij zevende in het klassement en won een rit.

## Resultaten in voornaamste wedstrijden
| Jaar | Ronde van Italië | Ronde van Frankrijk | Ronde van Spanje |
| ---- | ---------------- | ------------------- | ---------------- |
| 1907 |                  | opgave              |                  |
| 1908 |                  | opgave              |                  |
| 1909 |                  | 7e (1)              |                  |
| 1910 | opgave           | 18e                 |                  |
| 1911 |                  | 22e                 |                  |
| 1912 |                  | opgave              |                  |
| 1913 |                  | opgave              |                  |
| 1914 |                  | 34e                 |                  |
| 1919 |                  | opgave              |                  |

- Bibliothèque nationale de France: cb14974460n (data)
- International Standard Name Identifier: 0000 0004 5095 622X
- Virtual International Authority File: 316737081